# Оборона перевала Проклианы
Оборона перевала Проклианы (греч. Προκλιανή) — одно из сражений во время аваро-византийских войн.

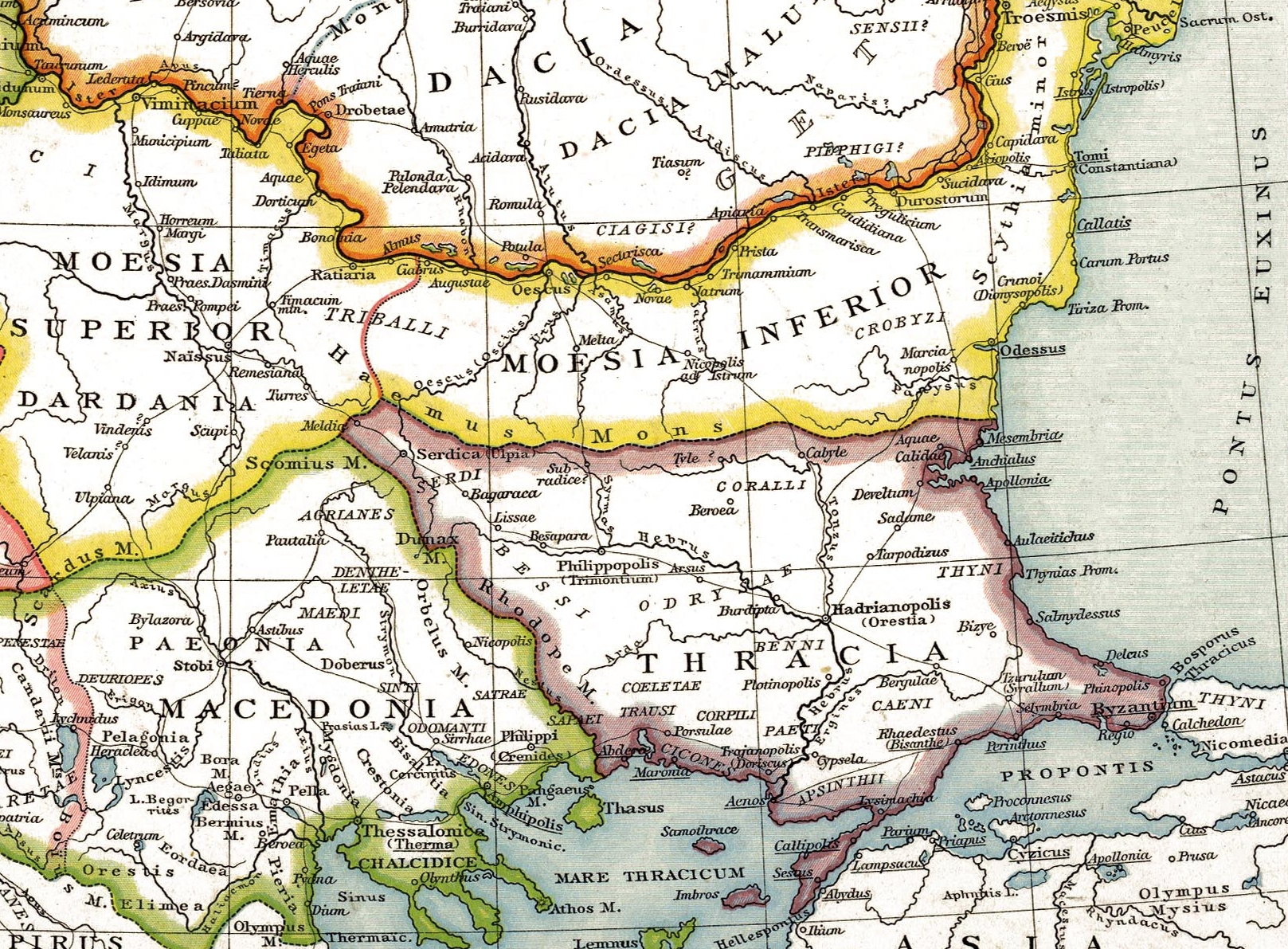
Северо-восточные Балканы в римско-византийский период

Воспользовавшись отвлечением основных сил византийской армии на войну с Сасанидским Ираном, аварский каган потребовал от императора Маврикия пересмотра соглашения от 584 года, по которому ромеи ежегодно выплачивали аварам 100 000 солидов, в сторону увеличения выплаты. Император отказался и сразу же получил в ответ войну. Каган приказал зависимым от него славянам построить большое количество лодок-однодеревок и плотов, на которых аварская армия переправилась через Саву между Сингидунумом и Сирмием и вторглась на византийскую территорию. Идя форсированным маршем, на пятый день она достигла Бононии (Bononia) (в районе совр. Варны). 
Император Маврикий назначил Приска командующим (magister militum) во Фракии, «дав ему под начальство новонабранные войска». Стратегия Приска заключалась в том, чтобы попытаться обезопасить проходы через горный хребет Гем (Haemus) (совр. Стара-Планина) и таким образом защитить фракийские равнины от разорения. Было четыре или пять основных маршрутов через Гем, которые использовались во то время.
Приск назначил своим заместителем Сальвиана, снабдил его тысячей кавалерии и приказал ему заранее занять проходы через горы и укрепиться в них. Конный отряд ипостратига Сальвиана подошёл к проходу Проклианы (Προκλιανή), где расположился укреплённым лагерем. Через пять дней выдвинутый севернее авангард ромеев столкнулся с передовым отрядом аваров и после непродолжительной стычки отступил за свои укрепления. 
Началась атака противника на перевал; ожесточенное столкновение продолжалось весь день. Понеся большие потери, авары отступили — византийский военачальник одержал верх. 
Утром следующего дня началась новая атака аваров силами в восемь тысяч человек во главе с Самуром. «Ромеи не пришли в изумление от наступающего на них войска, но, стиснув зубы, непоколебимо держались в своих рядах. Варвары были побеждены, и каган удалился с поля битвы со своими войсками».
Сальвиан, пораженный огромной численностью неприятельских войск, не стал дожидаться следующей атаки и ночью оставил перевалы и вернулся к Приску. 
Обескураженный упорным сопротивлением ромеев и понесёнными потерями, только на четвертый день каган обнаружил, что противник ушёл. На следующий день он пересек трудную местность перевалов и через три дня прибыл в Сабуленте Каналин. Затем он достиг Анхиала, который разграбил, и через пять дней двинулся к Дризипере, приступив к её осаде.